# Vale de Hutt

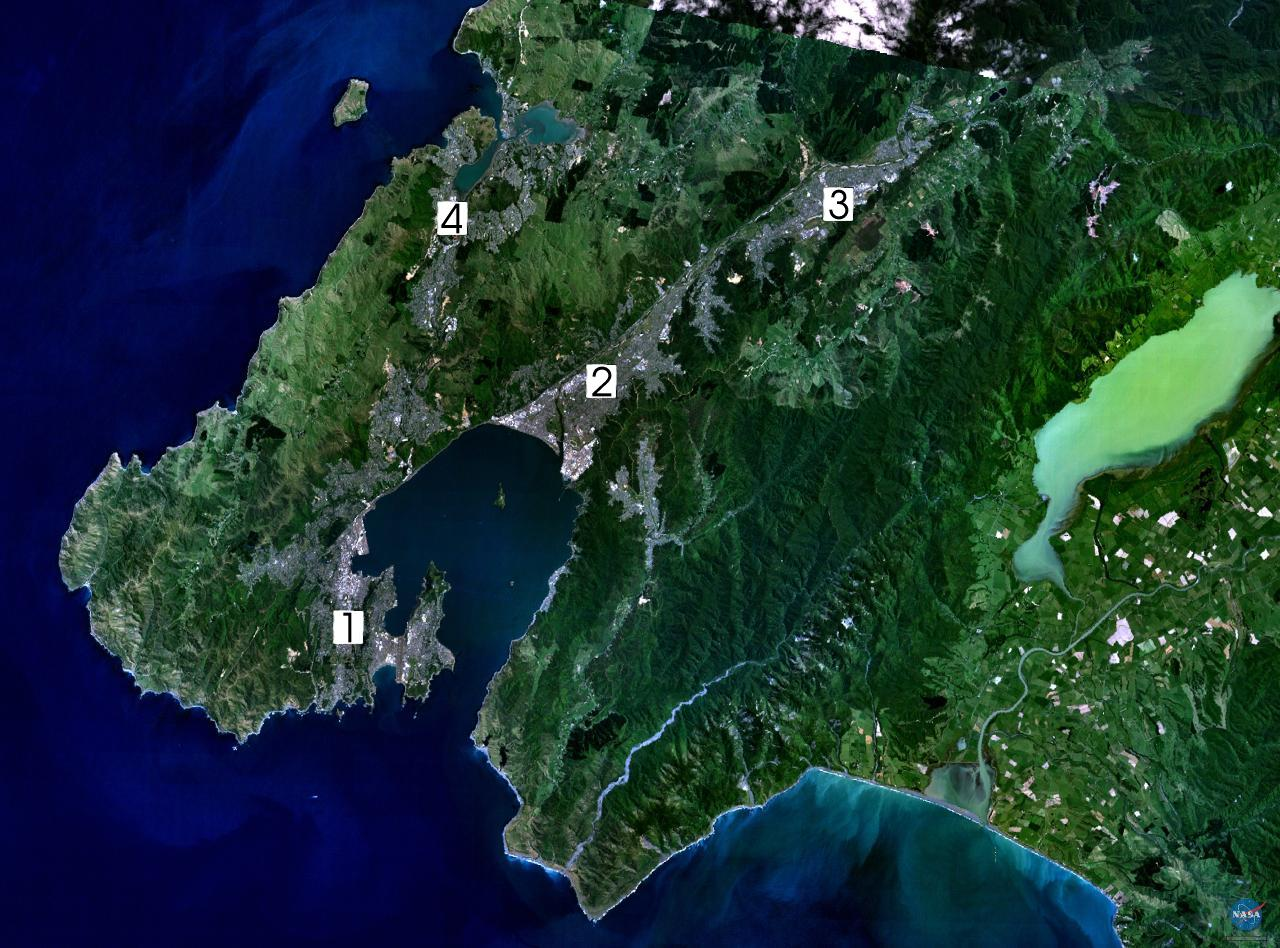

O Vale de Hutt é uma grande área de terra relativamente plana no vale do Rio Hutt na região de Wellington na Nova Zelândia. Como o rio que flui através dele, que leva o nome de Sir William Hutt, que foi diretor da Companhia da Nova Zelândia no início da história colonial do país.